# Tepròtid
El tepròtid és un nonapèptid sintètic, un fragment de la seqüència de certs pèptids aïllats de verí de la serp brasilera Bothrops jararaca. Actua com a inhibidor competitiu i selectiu de l'enzim convertidor d'angiotensina (ECA). Tenint en compte que la inhibició de l'ECA constitueix un tractament per a la hipertensió arterial, es va provar com a fàrmac, però no és actiu per via oral, cosa que limita la seva utilitat.
La seva seqüència aminoacídica és: pirGlu-Trp-Pro-Arg-Pro-Gln-Ile-Pro-Pro.
La presència de quatre residus de prolina i un d'àcid piroglutàmic li confereixen certa resistència a la hidròlisi, però tot i així no és actiu per via oral. Se'n van intentar fer modificacions per a obtenir anàlegs més resistents i així millorar-ne la biodisponibilitat, com ara anàlegs amb un fragment terminal Ala-Pro encomptes de Pro-Pro, però tot i demostrar ser més eficaços que el compost original no van mostrar més resistència a la hidròlisi. Tot i això, juntament amb el coneixement del centre actiu de l'ECA, varen servir de base per al disseny racional d'altres inhibidors amb utilitat terapèutica, com les N-succinilprolines (de les quals va derivar el captopril) o els anàlegs de l'estat de transició (com l'enalapril).